# Орловка (Атяшевський район)
Орло́вка (рос. Орловка, ерз. Орловка) — присілок у складі Атяшевського району Мордовії, Росія. Входить до складу Атяшевського сільського поселення.

## Населення
Населення — 1 особа (2010; 13 у 2002).
Національний склад (станом на 2002 рік):
- росіяни — 100 %